# Vlag van Jersey
De vlag van Jersey werd aangenomen door de Staten van Jersey op 12 juni 1979, hetgeen op 10 december 1980 bekrachtigd werd door koningin Elizabeth II. De vlag werd voor het eerst gehesen op 1 april 1981.
De vlag is wit met een rood andreaskruis; in het bovenste kwadrant staat het wapen van Jersey onder de Plantagenêtkroon. Dit wapen toont drie gouden luipaarden op een rood schild (zoals in het wapen van Engeland). Ook Normandië voert een wapen met gouden luipaarden op een rood schild.
De vlag is toegekend voor gebruik in het baljuwschap Jersey en heeft de voorkeur boven de Union Jack. Hij wordt tijdens dagen dat er gevlagd wordt gehesen op overheidsgebouwen en ook het hijsen van de vlag door particulieren op deze dagen wordt van overheidswege aangemoedigd. De oude vlag zonder wapen wordt gebruikt tijdens re-enactment ceremonies op de bevrijdingsdag van Jersey (9 mei).

## Geschiedenis
Deze vlag is de eerste officieel toegekende vlag. Voorheen werd sinds de jaren 1830 officieus een witte vlag met een rood andreaskruis gebruikt. De herkomst van dit symbool voor Jersey is onbekend. De baljuw van Jersey schreef in 1906 in een brief dat de vlag tijdens Engels-Franse oorlogen werd gebruikt om de neutraliteit van het gebied aan te geven. Een pauselijke bul uit 1483 garandeerde de neutraliteit van het eiland tijdens de Honderdjarige Oorlog. Het andreaskruis kan een variant zijn geweest van het kruis van St. Joris. Franse Admiraliteitskaarten geven aan dat Jersey voor 1783 een vlag met een rood kruis voerde.
Tijdens de Duitse bezetting van Jersey tijdens de Tweede Wereldoorlog werd het symbool van het rode andreaskruis vaker gebruikt dan voorheen, mede omdat het gebruik van de Britse vlag verboden was. Het eilandbestuur gebruikte gedurende de bezetting weliswaar het symbool, maar moest de vlag van het Derde Rijk op overheidsgebouwen hijsen.

### Wijziging van de vlag
De wens om de vlag van Jersey aan te passen ontstond in 1977 tijdens het regeringsjubileum van koningin Elizabeth. Velen vonden de vlag onvoldoende onderscheidend voor het eiland en er was te veel verwarring met een seinvlag met hetzelfde symbool in dezelfde kleuren. Ook vond men dat de vlag te veel een Iers symbool leek. Anderen wilden de traditionele vlag behouden omdat deze al sinds mensenheugenis werd gebruikt. Een derde groep was van mening dat een vlag met het wapen van Jersey het beste symbool was om het eiland te symboliseren. De huidige vlag is een compromis tussen deze meningen.

## Overige vlaggen van Jersey
Een Blue Ensign met het wapen van Jersey (zonder kroon) werd in 1997 als dienstvlag erkend, terwijl dit reeds in 1907 specifiek voor de sleepboot was uitgegeven, die bezit was van de lokale overheid. In 2010 werd een handelsvlag goedgekeurd voor schepen die in Jersey geregistreerd staan.

Wapenschild van Jersey
Vlag van Jersey voor 1981. ratio: 3:5